# Guerra de Cabo Frio
Guerra de Cabo Frio foi um confronto no período do Brasil Colonial entre tropas constituídas por portugueses e índios contra franceses e tamoios no litoral leste da então Capitania do Rio de Janeiro.
Em 1575, após um domínio de cerca de vinte anos, o então governador da capitania do Rio de Janeiro, Antônio Salema, reuniu, na região da Baía da Guanabara e nas capitanias de São Vicente e de São Tomé, um exército de portugueses apoiado por uma tropa de índios catequizados, com o objetivo de exterminar o controle franco-tamoio no litoral leste da capitania.
Os militares e os indígenas seguiram por tanto por terra quanto pelo mar com o objetivo liquidar o último bastião da Confederação dos Tamoios e acabar com o domínio francês que já durava vinte anos em Cabo Frio. O início desses conflitos aconteceu na região hoje conhecida como Tamoios.
Após o cerco e a rendição da fortaleza franco-tamoia, dois franceses, um inglês e o pajé tupinambá foram enforcados, cerca de quinhentos guerreiros assassinados e, aproximadamente, 1 500 índios escravizados. As tropas vencedoras, ainda, entraram pelo sertão, queimando aldeias, matando mais de dez mil índios e aprisionando outros tantos. Os sobreviventes refugiaram-se na Serra do Mar.
A baixada litorânea, de Macaé até Saquarema, devido ao massacre, transformou-se em um verdadeiro deserto humano, esporadicamente servindo de passagem para os índios goitacazes que atravessavam aquelas terras à procura de caça e pesca. Após o abandono das terras pelos portugueses, estes estabeleceram um bloqueio naval de certa forma eficiente com base na cidade de São Sebastião do Rio de Janeiro.
Entretanto, entre 1576 e 1615, com a instauração da União Ibérica, com Portugal se subordinando à Espanha, o porto de Araruama voltou a ser frequentado por navios franceses, ingleses e neerlandeses em busca de pau-brasil, tornando-se também a base da pirataria contra embarcações lusas que procuravam dobrar o cabo.